# 日本冒険作家クラブ
日本冒険作家クラブ（にほんぼうけんさっかクラブ）は、日本にかつて存在した冒険小説作家の親睦団体。

## 概要
1981年の冒険小説ファンの団体日本冒険小説協会の発足を受けて、1983年5月、「作家の団体を」という森詠の提唱により、13人の発起人（田中光二、伴野朗、谷恒生、北方謙三、西木正明、船戸与一、南里征典、川又千秋、大沢在昌、内藤陳、関口苑生、森詠、井家上隆幸）を中心に創設。事務局長は井家上隆幸、会計役は大沢在昌だった。
その後はあまり顕著な活動がなかったが、1987年に再度、新生「日本冒険作家クラブ」として賛助会員を徳間書店として、書き下ろしアンソロジー『敵！』を発行。会報「冒険主義」を刊行開始。
1994年、大藪春彦に「功労賞」を授賞。
また、2001年から、会員が選考して編集者に授賞する「日本赤ペン大賞」を主催していた。
伴野朗、今野敏が、それぞれ代表幹事をつとめたことがある。
その後も、親睦団体として活動を継続したが、2010年に「役目を終えた」として解散された。

## 主な会員

### あ行
- 荒川じんぺい
- 生江有二
- 井家上隆幸
- 井沢元彦
- 稲葉稔
- 井上真花
- 石津嵐
- 泉優二
- 泉忠司
- 内山安雄
- えとう乱星
- 大石英司
- 大沢在昌

### か行
- 風間一輝
- 香納諒一
- 勝目梓
- 鎌田三平
- 川又千秋
- 北方謙三
- 北上次郎
- 小鷹信光
- 小林正親
- 今野敏
- 逢坂剛

### さ行
- 斎藤純
- 佐伯泰英
- 佐々木譲
- 志水辰夫
- 柴田よしき
- 志茂田景樹
- 白石一郎
- 鈴木輝一郎
- 関口苑生

### た行
- 高千穂遥
- 高橋克彦
- 田中光二
- 谷甲州
- 谷恒生
- 立松和平
- 辻真先
- 戸井十月
- 伴野朗

### な行
- 内藤陳
- 内藤みか
- 中津文彦
- 中村祐介
- 夏文彦
- 南里征典
- 中薗英助
- 西木正明
- 西村健

### は行
- 橋本純
- 馳星周
- 東理夫
- 樋口修吉
- 伏見威蕃
- 藤田宜永
- 船戸与一

### ま行
- 眉村卓
- 森詠

### や-わ行
- 山藍紫姫子
- 山川健一
- 山田詠美
- 山田正紀
- 夢枕獏

## 日本赤ペン大賞（主な受賞者）
- 2001年（第1回） : 佐藤誠一郎（新潮社）[1]
- 2004年（第3回） : B嬢（文藝春秋）、特別賞 : 角川春樹
- 2006年（第5回） : 宍戸健司（角川書店）
- 2008年 : 猪野正明（元祥伝社）、石坂茂房（光文社）

## 「日本冒険作家クラブ編」のアンソロジー
- 敵!  徳間書店 1987 (徳間文庫)
- 血! 徳間書店 1988 (徳間文庫)
- 友! 徳間書店 1988 (徳間文庫)
- 愛! 徳間書店 1990 (徳間文庫)
- 幻! 徳間書店 1991 (徳間文庫)
- 闘! 徳間書店 1993 (徳間文庫)
- 夢を撃つ男 コスミックインターナショナル 1995 のちハルキ文庫
- 孤狼の絆 角川春樹事務所 1999